# Chaetolopha anomala
Chaetolopha anomala là một loài bướm đêm trong họ Geometridae.